# Sparreboomsche Berg
De Sparreboomsche Berg is een heuvel in de gemeente Rhenen in de Nederlandse provincie Utrecht. De heuvel ligt ten noordoosten van Elst en ten noordwesten van Rhenen in het Remmersteinse Bos en maakt deel uit van de stuwwal Utrechtse Heuvelrug. Ten noordwesten liggen de Prattenburgse Berg en de Elsterberg en in het zuidoosten ligt de Buurtsche Berg.
De heuvel is 54,8 meter hoog.
Ten oosten van de Sparreboomsche Berg ligt de voormalige zandafgraving Kwintelooijen dat thans ingericht is als natuurgebied en dagrecreatieterrein.

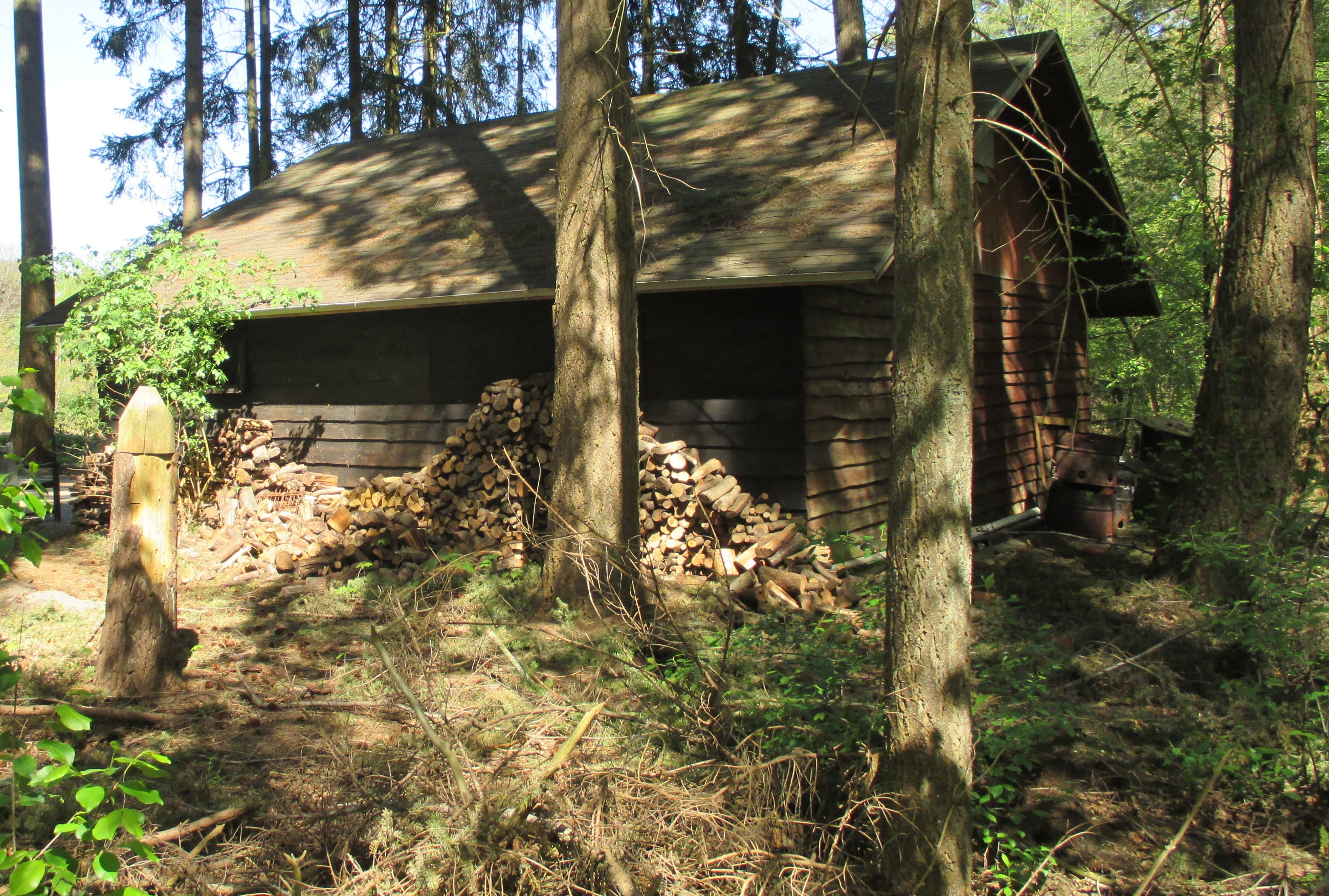
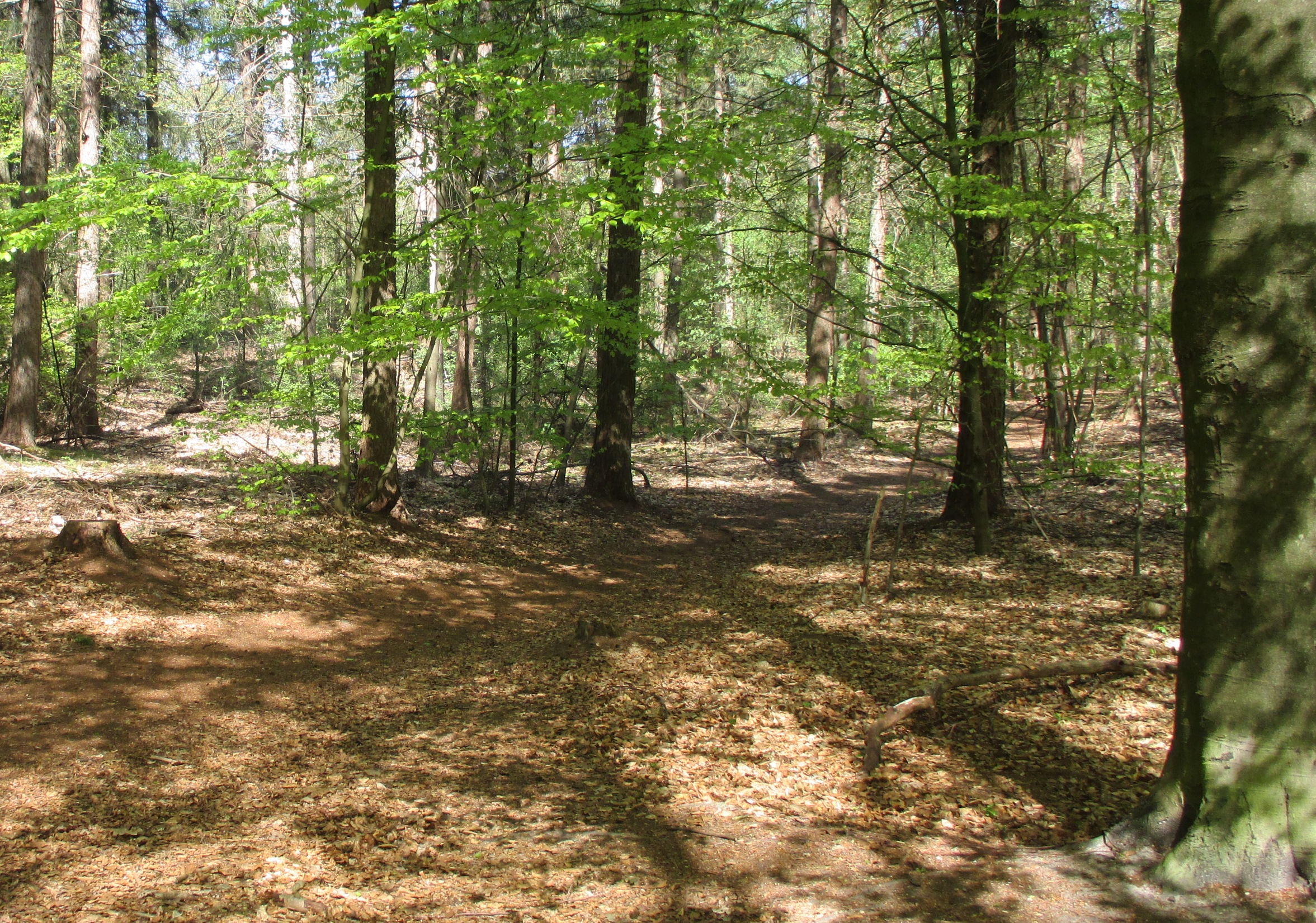
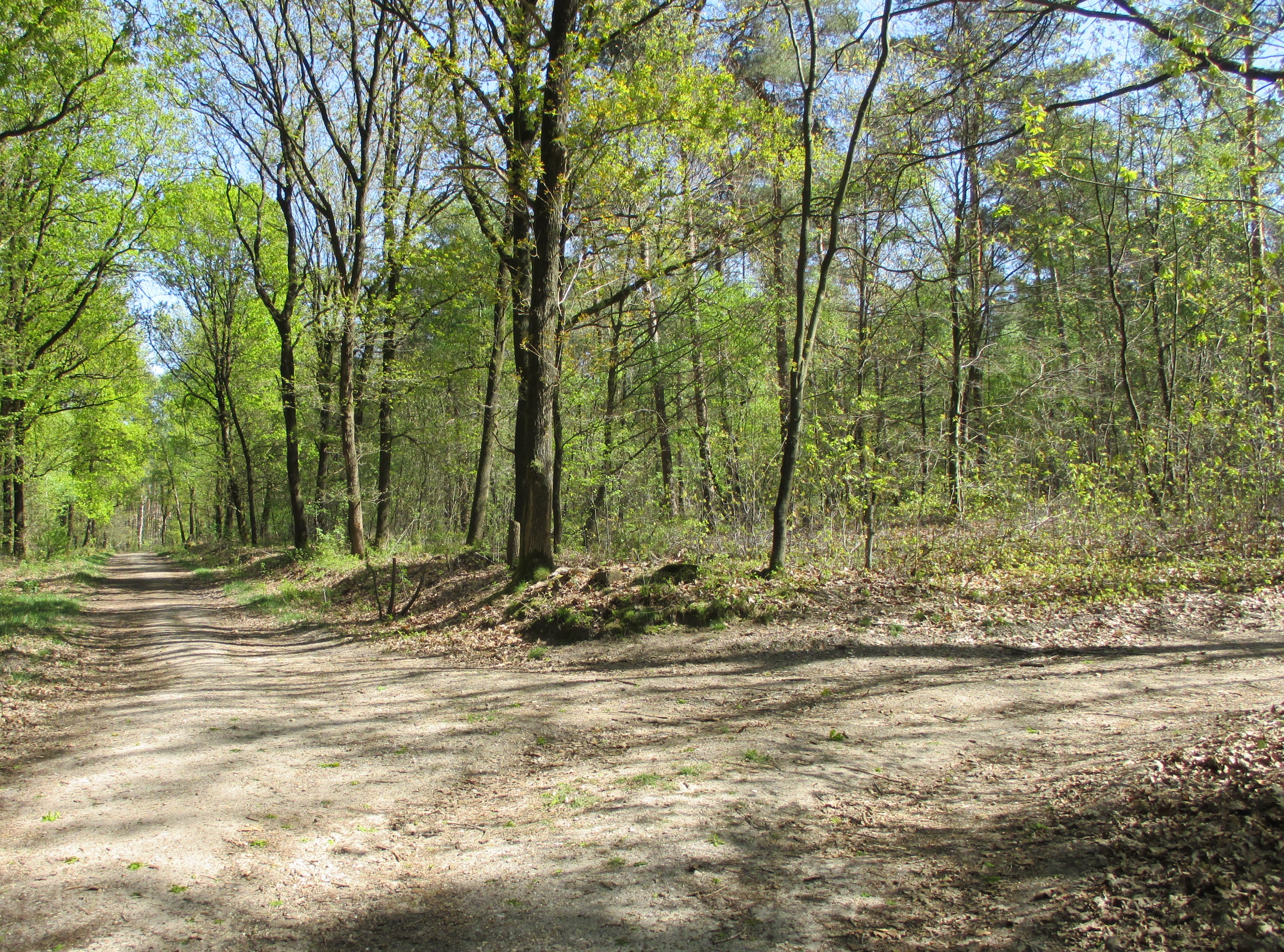